# بفتسهایم
بفتسهایم (به فرانسوی: Boofzheim) یک کمون در فرانسه با جمعیت ۱٬۲۰۱ نفر است که در Canton of Benfeld واقع شده‌است.